# Hiesville
Hiesville é uma comuna francesa na região administrativa da Normandia, no departamento Mancha. Estende-se por uma área de 4,07 km². Em 2010 a comuna tinha 68 habitantes (densidade: 16,7 hab./km²).